# Leonardo Rossi da Giffoni
Leonardo Rossi, O.F.M., chamado da Giffoni ou de Giffone, foi um clérigo italiano dos séculos XIV e XV, ministro-geral franciscano (1373-1378) e pseudocardeal (1378 até sua morte).

## Biografia
Leonardo Rossi nasceu ca. 1335/1340, em Giffoni Valle Piana, então Reino de Nápoles, perto de Salerno. Seu sobrenome também é listado como de Grifonio; como de Ciffono; como de Giffono ou Jovis Fano; e como de Rubeis. Ele era chamado de Cardeal de Giffone.
Entrou para a Ordem dos Frades Menores. Foi teólogo da diocese de Salerno; professor no Studio Generale di San Lorenzo Maggiore, Nápoles, e na Universidade de Cambridge, Inglaterra, distinguindo-se pela capacidade e reputação; provincial de Terra di Lavoro, província entre Lácio e Campânia. Eleito quarto ministro-geral de sua ordem no capítulo geral de Toulouse, 5 de junho de 1373, como esperado e solicitado por Gregório XI. Relançou os estudos teológicos dentro da Ordem, para garantir maior zelo missionário dos provinciais e melhor preparação teológica dos mestres; ele favoreceu a nascente Observância, promovendo o cumprimento de algumas prescrições da Regra; se envolveu em repressão anti-herética, tanto na Itália, quanto em terras de missão, e em particular na Córsega e na Sardenha; também geriu polêmicas e lidou com rebeliões dentro de conventos da ordem.
Recusou a promoção ao cardinalato oferecida pelo Papa Urbano VI, em 18 de setembro de 1378, e pouco depois juntou-se à obediência de Avinhão. Criado (pseudo) cardeal-presbítero de S. Sisto no consistório de 18 de dezembro de 1378; Clemente VII confiou-lhe temporariamente a liderança dos menores do partido clementista (e em comenda, em 1379 e 1381, os mosteiros beneditinos de S. Maria de Capellis e Montevergine). Urbano VI recorreu ao neocardeal Tommaso da Frignano, já ministro geral, em 27 de julho de 1379 para proceder contra os clementistas menores.
Leonardo recebeu o chapéu vermelho em Nápoles em 5 de abril de 1379. Acompanhou o Antipapa Clemente VII, com o Cardeal Giacomo d'Itri, na viagem por mar para Marselha em 22 de maio de 1379. Recebeu seu título cardinalício em 28 de maio de 1379. Enviado como legado ao Reino de Nápoles em 1381; desde 1374 era considerado 'conselheiro' da rainha Joana e foi acusado pelos urbanistas de tê-la induzido a ficar do lado de Clemente VII por meio de graves falsificações. Com a deposição de Joana I por Urbano VI e a conquista de Nápoles por Carlos III de Durazzo, em setembro de 1381, Cardeal Rossi foi forçado (com outros eclesiásticos, incluindo o cardeal Giacomo d'Itri) pelo urbanista Gentile di Sangro a uma cerimônia solene de abjuração em S. Chiara; foi preso e levado de Nápoles no início de 1382.
Primeiro, foi levado para Benevento e, mais tarde, transferido para Aversa; permaneceu preso até 1386 com o Cardeal d'Itri; Rossi regressou à Cúria de Avinhão em 13 de maio de 1387. Ele foi compensado por graves perdas financeiras por Luís I de Anjou e por Clemente VII; também retomou a atividade diplomática. Ele foi um dos três juízes e comissários nomeados pelo Antipapa Clemente VII para o processo do padre dominicano Jean de Monston/Giovanni da Monzon na Universidade de Paris, o qual foi excomungado por sentença de 17 de março de 1389. Ele estava presente na morte de Clemente VII em 16 de setembro de 1394.
Cardeal da Giffoni participou do conclave de 1394, que elegeu o Antipapa Bento XIII. Ele obteve benefícios eclesiásticos do novo antipapa. Nestes anos, Rossi colocou – como outros eclesiásticos eminentes – a sua formação teológico-eclesiológica a serviço de hipóteses para a solução do cisma. Junto com o Cardeal Martín de Zalba, ele foi encarregado de cuidar dos assuntos da França; ele escreveu ao Rei Carlos VI da França em 8 de outubro de 1395. Nomeado bispo de Óstia e Velletri em outubro de 1398. Abandonou a obediência de Avinhão em 1398; escreveu um livro de memórias contra o antipapa no início de 1399; retornou à obediência de Avinhão em maio de 1403. Ele escreveu comentários às Sagradas Escrituras, uma summa theologica e vários sermões.

Leonardo Rossi faleceu em Avinhão, após 17 de março de 1407, data em que aparece como convidado para a conferência de Marselha preparatória ao encontro entre Gregório XII e Bento XIII. Ele foi enterrado na igreja dos Franciscanos em Avinhão.